# Илия Караджов
Илия Караджов е български стопански деец, политик и финансист.

## Биография
Известно време е директор на Консорциум за зърнени храни и произведения от тях. От 1920 г. е назначен за председател на комисия, която води преговори с Чехословакия за улесняване на взаимната търговия. Народен представител е в XX и 26 обикновени народни събрания. За кратко е управител на БНБ през 1923 г. От 1934 до 1935 е член на Управителното тяло на Чиновническо кооперативно спестовно-застрахователно дружество..